# تیم ملی فوتبال زنان اوگاندا
تیم ملی فوتبال زنان اوگاندا (به انگلیسی: Uganda women's national football team) تیم ملی فوتبال زنان کشور اوگاندا است و تحت نظارت فدراسیون فوتبال اوگاندا به فعالیت می‌پردازد.